# I Feel It in My Bones
"I Feel It in My Bones" é uma canção da banda americana de rock The Killers. Esta música é a sétima canção natalina consecutiva da banda e é uma sequência do último single deste tipo, a canção "Don't Shoot Me Santa". Como nos últimos seis lançamentos, todos os lucros deste single são destinados ao combate a AIDS pela campanha (PRODUCT)RED.
A canção foi lançada em 1 de dezembro de 2012 e liberada para download em 4 de dezembro. Ela conta com a participação do músico Ryan Pardey.

## Paradas musicais
| Paradas (2012)                        | Melhor positção |
| ------------------------------------- | --------------- |
| Reino Unido (UK Singles Chart)        | 70              |
| Estados Unidos (Billboard Rock Songs) | 41              |